# Komitees für Demokratie und Sozialismus
Die Komitees für Demokratie und Sozialismus (KDS) waren ein politischer Zusammenschluss ehemaliger K-Gruppen-Mitglieder (hauptsächlich aus dem Kommunistischen Bund Westdeutschland (KBW)), der von 1979 bis etwa 1982 bestand. Nach dem Scheitern des Versuchs, ein „Sammelbecken für alle revolutionären Kräfte“ zu werden, traten die meisten Mitglieder der Partei Die Grünen bei.

## Entwicklung der Komitees
Am 13./14. April 1979 trafen sich etwa 140 ehemalige Mitglieder oder Sympathisanten von K-Gruppen (KBW, Kommunistische Partei Deutschlands (Aufbauorganisation), Kommunistischer Arbeiterbund Deutschlands), die sich ab etwa 1976 enttäuscht ihren politischen Organisationen abgewendet hatten oder wegen Kritik an der Parteilinie ausgeschlossen worden waren, in Mannheim zu einer Arbeitskonferenz. Die meisten Teilnehmer verstanden sich damals noch als Marxisten-Leninisten, die den bürgerlichen Staatsapparat als Instrument der „herrschenden Klasse“ beseitigen wollten, wobei Gewaltanwendung nicht ausgeschlossen wurde. Der Führungsanspruch einer einzigen Partei wurde allerdings abgelehnt. Nahziele waren die Mobilisierung der Arbeiter, Unterwanderung der Gewerkschaften, Polizei und Bundeswehr. Tatsächlich stand aber die Theoriearbeit im Vordergrund.
Eine zweite Arbeitskonferenz mit 150 Delegierten fand am 8./9. September 1979 wieder in Mannheim statt. Außerdem traf man sich noch Anfang Mai 1980 am Vorabend der Sozialistischen Konferenz in Kassel. Die KDS bestanden 1979 aus Gruppen und Initiativen in 24 Städten (1980: 26), u. a. in Mannheim und den ehemaligen KBW-Hochburgen Heidelberg und Bremen.
Bereits 1980 wurde sichtbar, dass die KDS nicht ihr Ziel, zu Sammelpunkten der sozialistisch-kommunistischen Bewegung zu werden und einen Beitrag zum Aufbau einer revolutionären Partei der Arbeiterklasse zu leisten, erreichen konnte. Bis 1982 wurde noch – ohne größere Aktivitäten zu entfalten – der organisatorische Rahmen beibehalten, dann lösten sich die KDS zumeist in die Partei Die Grünen auf, in der einige prominente Mitglieder bereits seit 1980 mitgearbeitet hatten.
Die KDS gaben von Ende 1979 bis Mai 1981 hefte für demokratie und sozialismus mit einem Umfang von etwa 60 Seiten heraus, die sich u. a. mit der Politik der K-Gruppen, der Sowjetunion und der Volksrepublik China sowie mit der Gründungsphase der Partei Die Grünen beschäftigten. An der Zeitschrift Moderne Zeiten (MOZ) waren anfangs auch KDSler beteiligt.
Bekannte Mitglieder der KDS waren Willfried Maier (Herausgeber der „hefte“), Ralf Fücks, Dietrich Hildebrandt und andere.
Die KDS wurden vom Verfassungsschutz des Bundes und einiger Länder beobachtet und die Ergebnisse in den Verfassungsschutzberichten mitgeteilt.

## Veröffentlichungen
- Dokumente der Konferenz über Demokratie und Sozialismus. Mannheim, Ostern 1979, Mannheim: Selbstverlag (Willfried Maier, Dietrich Hildebrandt), 1979
- hefte für demokratie und sozialismus, Mannheim: W. Maier, [1. Jg.] 1979, Nr. 1; [2.] 1980, 1 (Februar/März) - 6; 3.1981, 8 (Mai)
- Marxismus, Ökologie und Grüne Partei.: Texte zur Diskussion. KDS, KB, Zentrumsfraktion, Hamburg: Hamburger Satz- und Verlagskooperative 1980